# André Joseph Abrial
André Joseph Abrial (Annonay, 19 marzo 1750 – Parigi, 13 novembre 1828) è stato un magistrato e politico francese.

## Biografia
Figlio unico di Jean-Pierre Abrial e di Marie Christine Murol, esponenti della piccola borghesia del Vivarese, provincia dell'antica Linguadoca, nel 1776 diventò avvocato al Parlamento di Parigi. Il 20 febbraio 1799, a Napoli, fu nominato dal Direttorio, Commissario civile per la Repubblica Partenopea, di cui organizzò il governo repubblicano, e il 25 dicembre dello stesso anno, dopo il colpo di Stato del 18 brumaio, venne nominato dal Consolato Ministro della Giustizia in Francia, carica che mantenne sino al 14 settembre 1802, quando ebbe la nomina a senatore. Nel 1803 ricevette il titolo onorifico di Grand'Ufficiale della Legione d'Onore. Nel 1808, trasferitosi a Genova, Milano e Torino per riorganizzarvi la giustizia, divenne Conte imperiale e infine, nel 1814, dopo aver votato la decadenza di Napoleone Bonaparte, Luigi XVIII lo nominò Pari di Francia ereditario.